# N.I.B.
«N.I.B.» — песня британской группы Black Sabbath, с их дебютного альбома 1970 года. В тексте идёт повествование от имени Люцифера. Существует мнение, что речь идет об обольщении Люцифером слушателей, однако автор текста Гизер Батлер утверждает, что это «песня о том, как Люцифер полюбил, изменился и стал „хорошим человеком“».
Впоследствии композиция исполнялась многими музыкантами. Среди них такие, как Cave In, Type O Negative, Triförce, Radio Cult, Ugly Kid Joe, Acid Drinkers и Pitchshifter. Оззи Осборн и «Primus» совместно записали эту песню для трибьют-альбома Nativity in Black II, эта версия песни вышла как сингл и также присутствует в одном из альбомов Оззи Осборна, и  в коллекции дисков Оззи Осборна Prince of Darkness.
Песня звучала в фильме «Мальчишник: Часть III», Music Within и в обзоре BBC о Формуле 1.

## Описание
«N.I.B.» начинается с соло на бас-гитаре Батлера под названием «Bassically» на некоторых американских изданиях. При записи этого фрагмента использовался эффект wah-wah, соло было записано за один раз.
Широко распространены слухи о том, что «N.I.B.» следует расшифровывать как «Рождество в чёрном» (англ. Nativity in Black) (менее распространенная версия — «Имя в крови» (англ. Name in Blood). Однако Оззи в одном из своих интервью рассказал, что название песни соответствует прозвищу Билла Уорда. Дело в том, что своё прозвище Билл У. получил за бородку, похожую на острие чернильной перьевой ручки (по выражению Оззи), а точки после каждой буквы были добавлены ради забавы, чтобы сбить с толку публику. По признанию Оззи, в тот момент они просто покурили опиума, и их развеселила бородка Билла Уорда (англ. pen nib, также называется nibby).
Название «Nativity in Black» было использовано в серии трибьют-дисков Black Sabbath.

### Сингл Оззи Осборна
Оззи Осборн выпустил песню как сингл к альбому Speak of the Devil. Диск был выпущен ограниченным тиражом в формате разрисованного диска и содержал песни «Symptom of the Universe» на стороне А и «N.I.B.» на стороне Б.